# Emanuele Di Gregorio
Emanuele Di Gregorio (Castellammare del Golfo, 13 dicembre 1980) è un velocista italiano, vincitore della medaglia di bronzo sui 60 metri agli Europei indoor 2009.
Ai Campionati europei del 2010 a Barcellona ha conquistato la medaglia d'argento come membro della staffetta 4×100 metri che ha battuto il record italiano di specialità dopo 27 anni, fissandolo a 38"17.

## Biografia
Ha un personale di 10"17 stabilito il 28 luglio 2010 a Barcellona, in Spagna in occasione dei Campionati europei di atletica leggera 2010. Nella stessa manifestazione, il 1º agosto 2010, ha conquistato la medaglia d'argento nella staffetta 4×100 m, correndo da 3º frazionista, insieme a Donati (1º fraz.), Collio (2º fraz.), e Checcucci (4º fraz.), stabilendo anche il nuovo record italiano con il tempo di 38"17.
Nel 2008 ha fatto parte della staffetta 4×100 m ai Giochi olimpici di Pechino, squalificata in batteria per un cambio irregolare. È allenato da Filippo Di Mulo.

## Record nazionali

### Seniores
- Staffetta 4×100 metri: 38"17 ( Barcellona, 1º agosto 2010) (Roberto Donati, Simone Collio, Emanuele Di Gregorio, Maurizio Checcucci)

## Progressione

### 60 metri piani indoor
| Stagione | Tempo | Luogo     | Data      | Rank. Mond. |
| -------- | ----- | --------- | --------- | ----------- |
| 2011/12  | 6"79  | Liévin    | 14-2-2012 | 317º        |
| 2010/11  | 6"59  | Parigi    | 6-3-2011  | 18º         |
| 2009/10  | 6"65  | Karlsruhe | 31-1-2010 | 51º         |
| 2008/09  | 6"56  | Torino    | 8-3-2009  | 14º         |
| 2002/03  | 6"80  | Genova    | 1º-3-2013 | -           |
| 2000/01  | 6"85  | Torino    | 24-2-2001 | -           |
| 1999/00  | 6"88  | Ancona    | 6-2-2000  | -           |

### 100 metri piani
| Stagione | Tempo | Luogo                     | Data      | Rank. Mond. |
| -------- | ----- | ------------------------- | --------- | ----------- |
| 2012     | 10"53 | Bressanone                | 7-7-2012  | 718º        |
| 2011     | 10"22 | Hengelo                   | 29-5-2011 | 102º        |
| 2010     | 10"17 | Barcellona                | 28-7-2010 | 49º         |
| 2009     | 10"21 | Leiria                    | 20-6-2009 | 82º         |
| 2008     | 10"28 | Cagliari                  | 19-7-2008 | 136º        |
| 2007     | 10"52 | Avezzano                  | 16-9-2007 | 562º        |
| 2006     | 10"77 | Rieti                     | 6-9-2006  | -           |
| 2005     | 10"45 | Viareggio                 | 27-7-2005 | 352º        |
| 2003     | 10"42 | Castiglione della Pescaia | 13-9-2003 | 302º        |
| 2002     | 10"46 | Castiglione della Pescaia | 22-9-2002 | 365º        |
| 2001     | 10"50 | Ascoli Piceno             | 4-9-2001  | -           |
| 2000     | 10"41 | Casal                     | 17-7-2000 | -           |
| 1999     | 10"73 | Modena                    | 25-9-1999 | -           |

### 200 metri piani outdoor
| Stagione | Tempo | Luogo             | Data      | Rank. Mond. |
| -------- | ----- | ----------------- | --------- | ----------- |
| 2011     | 20"89 | Torino            | 26-6-2011 | 233º        |
| 2010     | 20"98 | Milano            | 9-9-2010  | 280º        |
| 2009     | 20"80 | Alcamo            | 5-7-2009  | 172º        |
| 2008     | 21"08 | Firenze           | 28-6-2008 | 360º        |
| 2007     | 21"44 | Roma              | 20-7-2007 | -           |
| 2005     | 21"28 | Cesenatico        | 12-6-2005 | -           |
| 2003     | 21"03 | Clermont-Ferrand  | 9-8-2003  | 296º        |
| 2002     | 20"94 | Roma              | 12-7-2002 | 191º        |
| 2001     | 21"16 | Catania           | 8-7-2001  | 389º        |
| 2000     | 20"98 | Piovene Rocchette | 30-7-2000 | -           |
| 1999     | 21"59 | Bressanone        | 18-9-1999 | -           |

### 200 metri piani indoor
| Stagione | Tempo | Luogo   | Data      | Rank. Mond. |
| -------- | ----- | ------- | --------- | ----------- |
| 2003/04  | 22"03 | Glasgow | 24-1-2004 | -           |
| 2002/03  | 21"25 | Torino  | 15-2-2003 | 75º         |
| 2000/01  | 21"40 | Torino  | 25-2-2001 | -           |
| 1999/00  | 21"76 | Genova  | 13-2-2000 | -           |

### Staffetta 4x100 m outdoor
| Stagione | Tempo | Luogo      | Data      | Rank. Mond. |
| -------- | ----- | ---------- | --------- | ----------- |
| 2011     | 38"41 | Taegu      | 4-9-2011  | 3º          |
| 2010     | 38"17 | Barcellona | 1º-8-2010 | 12º         |
| 2009     | 38"52 | Berlino    | 21-8-2009 | -           |
| 2008     | 38"73 | Annecy     | 21-6-2008 | -           |
| 2001     | 40"07 | Amsterdam  | 14-7-2001 | -           |

## Palmarès
| Anno | Manifestazione          | Sede       | Evento      | Risultato        | Prestazione | Note                                     |
| ---- | ----------------------- | ---------- | ----------- | ---------------- | ----------- | ---------------------------------------- |
| 2008 | Giochi olimpici         | Pechino    | 4×100 m     | Batteria         | dq          |                                          |
| 2009 | Europei indoor          | Torino     | 60 m piani  | Bronzo           | 6"56        | Miglior prestazione personale            |
| 2009 | Giochi del Mediterraneo | Pescara    | 100 m piani | Argento          | 10"21       |                                          |
| 2009 | Giochi del Mediterraneo | Pescara    | 4×100 m     | Oro              | 38"82       |                                          |
| 2009 | Mondiali                | Berlino    | 100 m piani | Quarti di finale | 10"26       |                                          |
| 2009 | Mondiali                | Berlino    | 4×100 m     | 6º               | 38"54       |                                          |
| 2010 | Europei                 | Barcellona | 100 m piani | 7º               | 10"34       |                                          |
| 2010 | Europei                 | Barcellona | 4×100 m     | Argento          | 38"17       | Record nazionale                         |
| 2011 | Europei indoor          | Parigi     | 60 m piani  | 4º               | 6"59        | Miglior prestazione personale stagionale |
| 2011 | Mondiali                | Taegu      | 4×100 m     | 5º               | 38"96       |                                          |
| 2012 | Europei                 | Helsinki   | 4×100 m     | Batteria         | dnf         |                                          |

## Campionati nazionali
2010
- Argento ai campionati italiani assoluti, 100 m piani - 10"22
- Oro ai campionati italiani assoluti, staffetta 4×100 m - 40"30

2011
- Argento ai campionati italiani assoluti, 100 m piani - 10"41
- Argento ai campionati italiani assoluti, 200 m piani - 20"96

2012
- 7º ai campionati italiani assoluti, 100 m piani - 10"96

## Altre competizioni internazionali
2010
- Bronzo all'Europeo per nazioni ( Bergen), 100 m piani - 10"20
- Oro all'Europeo per nazioni ( Bergen), staffetta 4×100 m - 38"83